# BAOO宇部
BAOO宇部（バオーうべ）は、山口県宇部市にある日本レーシングサービス運営の地方競馬の場外勝馬投票券発売所である。
本項では同施設内に併設されている競輪場外車券売場のサテライト宇部（サテライトうべ）およびオートレース場外車券売場のオートレース宇部（オートレースうべ）についても記述する。

## BAOO宇部
当初はシャトル宇部の名称で2004年11月に開設され、福山市が管理施行者として福山競馬場の馬券を中心に発売していたが、後に発売拡大のため日本レーシングサービスに運営を委託することになり、2006年4月1日よリ施設名をBAOO宇部と改称し、福山と南関東公営競馬を中心に他の地方競馬の馬券も発売するようになった。

## J-PLACE宇部
BAOO宇部の施設を利用して、日本中央競馬会（JRA）が主催する勝ち馬投票券を発売する。但し発売する競走は当面GI競走に限定し、前日発売と当日発売のみに対応。払い戻しはJ-PLACEで購入した馬券に限り、JRA非発売日を含め毎日対応可能（JRA発売施設=ウインズ・競馬場などで購入した物は不可）。2025年8月23日より発売レースを各場全競走に拡大される予定である。

## サテライト宇部
サテライト宇部は、BAOO宇部の2階に設置される形で2011年12月に開設された。主に防府競輪場の車券を中心に発売しており、他にも特別競輪・全国のGIII・一部のFIやナイター競輪なども発売している。

## オートレース宇部
オートレース宇部は、2016年2月にサテライト宇部に併設される形で開設された。主に山陽オートレース場の車券を中心に発売している。

## 施設
建物は2階建てで、1階がBAOOで2階がサテライトとなっている。

### BAOO宇部
- 一般席132、特別観覧席30（有料・1000円）
- レストラン・売店・休憩所・喫煙所あり

### サテライト宇部
- 一般席168、ロイヤル席30
- 休憩所・喫煙所あり

## アクセス
宇部市と山口市（旧阿知須町）の市境付近に位置する東岐波商業団地の複合商業施設「ハイパーモールメルクス宇部」の一角に専用施設として設置されている。
- JR西日本宇部線阿知須駅または岐波駅下車、徒歩約15分強。
- 宇部市営バス「ミスターマックス宇部店」停留所下車。
- 山口宇部有料道路阿知須インターチェンジから車で約5分または山陽自動車道宇部東インターチェンジから車で約7分。